# Orgovány
Orgovány község Bács-Kiskun vármegye Kecskeméti járásában.

## Fekvése
Az Alföldön, a Duna–Tisza közi homokhátságon, a Kiskunsági-homokháton helyezkedik el, Kecskeméttől 26 kilométerre délnyugatra. A központjától északra elterülő külterületi részei szinte teljes egészében a Kiskunsági Nemzeti Park Orgoványi rétek elnevezésű részterületéhez tartoznak.
Lakóinak mintegy egynegyede (907 fő) külterületen él. A jelentős tanyavilág hat önálló körzetbe különíthető el, ezek a következők: Alsójárás vagy Göböljárás, Kargala, Tolvajos, Kápolnadűlő, Felsőjárás, Réti járás vagy Nyakvágó, Nyikszbrót, Kunkép, Jakabszél.
A szomszédos települések: észak felől Ágasegyháza, északkelet felől Helvécia, kelet felől Jakabszállás, délkelet felől Bugacpusztaháza, dél felől Bócsa, délnyugat felől Páhi, északnyugat felől pedig Izsák.

### Megközelítése
Legfontosabb közúti megközelítési útvonala az 54-es főút, ezen közelíthető meg a legkönnyebben a megyeszékhely, Kecskemét és Baja térsége felől is. Központján azonban csak az 5302-es és az 5303-as utak haladnak keresztül, ezek Izsákkal és Kiskőrössel kötik össze, illetve az 5302-es úton érhető el a község az 54-es főút felől is, Jakabszállás után nyugatnak letérve. Határszélét keleten érinti még az 54-es főúttól Bugacon át Jászszentlászlóig vezető 5407-es út is.
Korábban vonattal is elérhető volt, a MÁV 148-as számú (Kecskemét KK–Törökfái–Orgovány–Kiskőrös KK) vonalán, ám a személyszállítás ezen a vonalon 2009. december 13., a 2009–2010. évi menetrendváltás dátuma óta szünetel.

## Története

### A kezdetek és az elnéptelenedés időszaka
Orgovány településről a Kr. u. 1–2. századtól kezdve ismertek tárgyi emlékek. Az Árpád-korban létrejött település a tatárjárás idején elpusztulhatott. Ezt követően, IV. Béla uralkodása idején kunok telepedtek le az elpusztult területen. Valószínűleg az Orgovány név is ebből az időből származhat: Urbogán (esetleg Orbogán vagy Orvogán) lehetett az a kun vezér, akinek kunjai megszálltak ezen a vidéken (Urbogán szállása). Mátyás korában már nagyobb községként említették a települést, amely azonban a török hódoltság idején ismét elkezdett elnéptelenedni, mert a lakói a nagyobb biztonságot ígérő közeli városokba, főképp Kecskemétre költöztek. 1559-ben már csak négy ház után adózott, 1563-ban pedig Kecskeméthez tartozó faluként említették, mint olyan települést, amely 126 forint adót fizetett évente.

### Orgovány mint Kunszentmiklós pusztája
A 18. századra, Mária Terézia (1740–1780) uralkodásának idejére teljesen elnéptelenedett a falu. Ekkor történt, hogy Kunszentmiklós kunjai a királyhoz való hűségük jutalmaként megkapták Orgovány-pusztát, amelyet fokozatosan birtokukba is vettek. Elsőként a kunszentmiklósi Tekes András telepedett itt le, majd sorra követték egyéb családok: a Baky, Tóth, Józsa, Baski, Aczél, Király és Kun nevűek.

### Önálló nagyközséggé válás
A XIX. század végén merült föl az önálló községgé válás gondolata. 1900-ban már 1924 fő lakta Orgoványt, és ebben az évben a Belügyminisztérium engedélye alapján a puszta nagyközséggé szerveződött. 1901-ben bírót, jegyzőt és másodbírót is választottak, a bírói posztot Király Gábor nyerte el, a jegyző Laky László, a másodbíró pedig Tekes Móric lett, mivel a puszta nagyközséggé válása nagyrészt nekik, illetve a falu ügybuzgó tanítójának, Makay Mihálynak volt köszönhető. 1902. január 1-jétől kezdte meg a falu a közigazgatási és anyakönyvi ügyek önálló vezetését. A következő évre, 1903-ra megépült a községháza is, amelynek funkcióit addig Király Gábor egyik tanyája látta el.
A községháza megépülésével kezdődött meg a falu belterületének kialakulása. Addig csak egymástól távol eső majorsági tanyák és épületek alkották Orgoványt, a puszta központját pedig a református lelkész háza és a csárda jelentette. A községháza megépülése után azonban megépültek az első magánházak is, köztük Móró Ferenc vendéglője, majd a csendőrségi laktanya, 1912–1913-ban elkészült a református templom, ugyanekkor épült a falu első műútja is.
1927-ben 3794-en laktak Orgoványon. Ekkor összesen 703 ház alkotta a községet, de a belterületen csak 118 ház állt, tehát a lakosság nagy része tanyákon élt.

### A vörösterror következményei
A település a Héjjas Iván vezette különítményesek tevékenysége idején vált közismertté. 1919 novemberében több napon keresztül folytak itt a kivégzések, melyek során számos bolsevikot likvidáltak, a tanácsköztársaság alatti vörösterror megbosszulásának szándékával. A kivégzettek részt vettek a vörösterror cselekményeinek végrehajtásában. A kivégzettek pontos száma ismeretlen, a legjelentősebb kivégzett személyek Hegedűs Rezső tanító, Buday Dezső, a közoktatásügyi népbiztosság egyik vezető tisztviselője, Hajma András a Vörös Őrség parancsnoka és Ürögi Lajos, a helyi direktórium elnöke voltak.

### Néhány tájegység elnevezésének története
A Kargala eredete a török időkig vezethető vissza. Az orgoványiak bevetették magukat a feneketlen mocsárba, a hatalmas kiterjedésű nádasokba, hogy ott találjanak menedéket. Eközben túljártak a törökök eszén is, mivel a lovaik patáin megfordították a patkót, azt a látszatot keltve, hogy kifelé jönnek az ingoványos részből. Az ellenség mit sem sejtve belesétált a csapdába, mígnem szép lassan elsüllyedtek. Ekkor kiáltották kétségbeesve: „Karg Allah!”, azaz: segíts, Allah!
A Nyakvágó elnevezése a Rákóczi-szabadságharchoz, azon belül pedig a rácok portyázáshoz kapcsolódik. A három város, Kecskemét, Nagykőrös és Cegléd katonasága a szentkirályi jászkun alkapitány vezetésével az orgoványi réten gyülekezett, és döntő fölénnyel győzedelmeskedett a környéket fosztogató rácok fölött. „Ez alkalommal sok fő vágattatott le” – emlékeznek a viadalra a krónikaírók.
Nyakvágó nevének másik magyarázata a török uralom idejéből származik. Állítólag Izsák bég – akinek fennhatósága alá tartozott Izsák, Ágasegyháza, Orgovány és Bugac – igencsak szerette a magyar menyecskéket. A legenda szerint ez okozta a vesztét: a csábítót egyszer üldözőbe vette egy vitéz, és fejét vette az egyik orgoványi homokbucka közelében.
A Nyikszbrót névadói az osztrákok. Ők ugyan nem vágtak le emberfejeket, de a gyakori katonaszállásolások alkalmával éppen eléggé megkeserítették az orgoványiak életét. Persze ők sem hagyták annyiban, kapával, kaszával űzték el őket, miközben rossz németséggel kiabálták: „Nichts Brot!” (Nincs kenyér!). A határcsárdánál egy dombocska alatt, a hajdani nyikszbróti temetőben találtak csontokat – hát mégis lehettek áldozatok?
A buckás, borókás Tolvajos kedvelt búvóhelye volt a betyároknak, a pandúrok nehezen találtak rájuk. Rózsa Sándor is bujkált arrafelé. Tolvajos legmagasabb pontja a lóállási bucka kétgerinces sűrű cserjés völgykatlant rejtett, ide terelték be a vihar elől a ménest, és húzódott meg alkonyodásig a Bácskából hajtott tinófalkával Rózsa Sándor haramiavezér. Orgoványnak is volt egy betyárja, Baski Gyuri, akinek szomorú balladáját Gárdony István kiskunhalasi népköltő hagyta az utókorra. „Szép ifjú volt Baski Gyuri, kár, hogy nem volt szerencsés, / akkor végezte ki magát mikor nem volt menekvés”. Tolvajos legendáriumának talán legváltozatosabb története a szegedi hóhér után csak Kozareknek hívott, valójában azonban Simon István névre keresztelt „kétlelkű barátról” szól, mely Molnár Gergely (1867–1936) orgoványi református lelkész naplójában teljes egészében olvasható. Itt csak annyit: az országos szélhámos papnak kiadva magát hajmeresztő dolgokat vitt véghez.

## Felekezetek
Orgoványon három keresztény felekezethez tartoznak hívek nagy számmal: a római katolikushoz, a reformátushoz és a baptistához.

### Római katolikusok
Az orgoványi római katolikus egyházközség 1917-ben lett önálló, előtte ugyanis a közelben lévő Izsák filiája volt. Az 1850-es évektől a kecskeméti ferences szerzetesek látták el a környező puszták falvainak pasztorálását, így az orgoványi pusztáét is. Az első orgoványi katolikus pap a 20. század elején Tóth Imre volt. 1918-ban lett a katolikusnak önálló, három holdnyi temetője, addig minden felekezet képviselői egy helyre – a mai református temetőbe – temetkeztek. A mai római katolikus templom helyén eredetileg egy gőzmalom állt, mely miután többször csődbe ment, eladásra került, s az épületet a váci püspök vásárolta meg, azzal a céllal, hogy az orgoványi hívek számára templommá alakíttassa. 1917-re el is készült a templom, tornya pedig 1931-ben épült. A templomépület azonban vályogból lévén hosszabb időre alkalmatlan volt céljára, úgyhogy 1942-ben lebontották. A templom mai formáját az 1942–1958 közötti átépítés folyamán nyerte el. A templomot Óváry Artúr tervezte. A templom alapvető szerkezete bazilikális jellegű, neoromán stílusú egy főhajóval és két jóval alacsonyabb oldalhajóval, kazettás mennyezettel, igen szép, színes üvegablakokkal. A templomtorony csak lazán kapcsolódik a templomtesthez, s nem is a főhajó előtt, hanem az egyik oldalhajó sarkánál található, ettől a templomépület aszimmetrikus.
A falu jelenlegi plébánosa Dr. Czár János. Előtte hosszú évtizedekig szolgált a köztiszteletnek örvendő, nagy tekintéllyel bíró Kovács József címzetes esperes, aki Orgovány díszpolgára is lett.

### Reformátusok

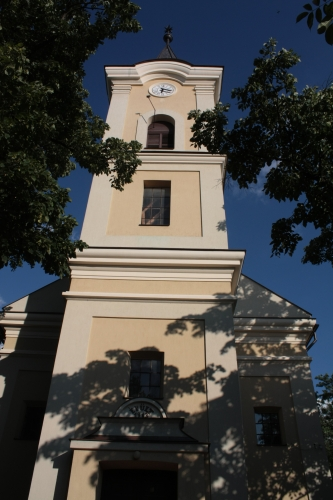
Az orgoványi református templom

Orgovány önálló református egyházközséggé válása előtt Kunszentmiklóshoz tartózott, s az ottani lelkészek látták el az orgoványi református híveket. Az önálló orgoványi református egyházközség története 1868-ban kezdődött, mikor Baksay Sándor református püspök Orgoványra látogatott, s úgy döntött, hogy önálló filiát hoz létre, amely továbbra is Kunszentmiklóshoz tartozott, azonban az anyaegyház innentől kezdve az alapvető jogokat átengedte az orgoványi filiának: saját lelkésze lehetett, önálló egyháztanácsot választhatott magának, az egyházi adót maguk szedhették és megtarthatták. A beszedett egyházi adó aztán oly tekintélyes összegű volt, hogy belőle már 1869-re felépülhetett a lelkészi lakás, valamint az ima- és iskolaterem. Ez utóbbi hely szolgált 1913-ig az istentiszteletek helyszínéül, amikor is felépült a falu méretes és szép református temploma.
A református egyházközség számos kiváló lelkésszel büszkélkedhet. 1870-től 1894-ig itt szolgált lelkészként Földváry László, aki egyháztörténeti kutatásai mellett rendszeresen publikált cikkeket, értekezéseket, egyházi szónoklatokat politikai, szépirodalmi és egyházi lapokban. 1894–1936 között Molnár Gergely volt a falu református lelkésze, akinek nagyon sokat köszönhet nem csak a református gyülekezet, de az egész falu is. Az ő lelkészsége alatt, 1908-ban kezdték építeni a templomot Láng Arnold tervei szerint, mely 1913-ra el is készült. A templom saját orgonát és egy 814 kg-os harangot is kapott.
Molnár Gergely részletes naplót is vezetett orgoványi lelkészsége idején a falu és környékének életéről 1895 és 1932 között. Azonban a napló sajnos csak töredékesen maradt fenn: éppen a legizgalmasabb korszak, az 1919. és 1920. év krónikája nem lelhető fel. A feljegyzések 2002-ben Orgoványi napló címmel jelentek meg Molnár Miklós szépíró, a lelkész unokája gondozásában.
1990-ben került a templomba új orgona. Az eredeti egyébként is használt volt, mert 1907-ben adományozták a falunak a kunszentmiklósi reformátusok.

### A baptisták
A baptisták 1896-tól vannak a faluban. Ebben az évben ugyanis három orgoványi személy, Vajda János és családja baptistának keresztelkedett át. 1901–1960 között két gyülekezet működött a faluban, az alsó-orgoványi (kargalai) és a faluközponti. A hívek ahhoz tartoztak, melyhez közelebb laktak. A faluközponti gyülekezet 1912-ben építette föl saját imaházát, melynek első presbitere Ficsór Sándor volt.

### A zsidó vallásúak
Csak néhány évig, körülbelül 1900–1919 között laktak zsidó vallásúak Orgoványon. Ez két családot jelentett: Pick Dávid és Krausz Izidor családját. Jó kapcsolatban voltak a lakossággal, azonban a fehérterror 1919–1920-as eseményei idején elköltöztek a faluból. Később zsidó felekezetűek nem érkeztek a faluba.

## Közélete

### Polgármesterei
- 1990–1994: Kristóf Lajos Mátyás (független)[4]
- 1994–1998: Kristóf Lajos Mátyás (független)[5]
- 1998–2002: Kristóf Lajos Mátyás (független)[6]
- 2002–2006: Maszlik István (független)[7]
- 2006–2010: Maszlik István (független)[8]
- 2010–2012: Maszlik István (független)[9]
- 2012–2014: Dr. Lóczi Boglárka (Fidesz-KDNP)[10][11]
- 2014–2017: Dr. Lóczi Boglárka (Fidesz-KDNP-Nemzeti Fórum)[12]
- 2017–2019: Gál Szilvia (független)[13][14]
- 2019–2024: Gál Szilvia (független)[15]
- 2024– : Gál Szilvia (független)[1]

A településen a 2010-es években két egymást követő önkormányzati ciklusban is időközi polgármester-választást kellett tartani. Előbb 2012. december 2-án került sor időközi választásra, mert az addigi polgármester szeptemberben nyugdíjba vonult és leköszönt posztjáról, 2017. július 16-án pedig azért került sor ilyen aktusra, mert a képviselő-testület 2017. március 29-én feloszlatta magát.
2012-ben két aktív képviselő szállt ringbe a tisztségért, akik közül az addigi, kormánypárti támogatottságú alpolgármester ért el jobb eredményt, a szavazatok 61,12 %-ának megszerzésével. 2017-ben a posztért öt jelölt indult, akik között szerepelt az addigi fideszes polgármester is, de a szavazatoknak ekkor csak a 21,03 %-át sikerült megszereznie, amivel mindössze a harmadik helyet tudta elérni.

## Népesség
A település népességének változása:
| Lakosok száma | 3377 | 3372 | 3416 | 3376 | 3271 | 3231 | 3254 |
|               | 2013 | 2014 | 2018 | 2021 | 2022 | 2023 | 2024 |

A 2011-es népszámlálás során a lakosok 92,8%-a magyarnak, 0,7% cigánynak, 0,5% németnek, 1,4% románnak mondta magát (7% nem nyilatkozott; a kettős identitások miatt a végösszeg nagyobb lehet 100%-nál). A vallási megoszlás a következő volt: római katolikus 52,3%, református 22,6%, evangélikus 1,2%, felekezeten kívüli 6,1% (14,8% nem nyilatkozott).
2022-ben a lakosság 87,4%-a vallotta magát magyarnak, 1,1% németnek, 0,8% románnak, 0,7% ukránnak, 0,4% cigánynak, 0,1% lengyelnek, 1,9% egyéb, nem hazai nemzetiségűnek (11,8% nem nyilatkozott; a kettős identitások miatt a végösszeg nagyobb lehet 100%-nál). Vallásuk szerint 30,1% volt római katolikus, 14,7% református, 0,6% evangélikus, 0,2% görög katolikus, 0,1% ortodox, 2,7% egyéb keresztény, 1,8% egyéb katolikus, 8,4% felekezeten kívüli (41,2% nem válaszolt).

## Éghajlata
Orgoványon a napsütéses órák száma meghaladja a 2000 órát. Az évi középhőmérséklet 10–11 °C közötti. Orgovány a rövid telű és igen hosszú nyarú területek közé sorolható. Annak ellenére, hogy a téli napok száma viszonylag nem sok, nagyon kemény fagyok fordulnak elő. Ennek fő oka az északkelet felől szabadon beáramló hideg, sarki levegő, melyet a vidéken muszkának neveznek.
A vidéken korán kezdődik a tavasz, a nyári napok száma meghaladja a 80-at. Orgovány és vidéke az ország egyik legcsapadékszegényebb területe. Az éves csapadékmennyiség 500–550 mm közötti. A tenyészidőre, vagyis április–szeptemberre csupán 300–350 mm-nyi csapadék jut. A levegő páratartalma éppen ezen okok miatt igen alacsony. A téli csapadék hó, mely mintegy 30–40 napig borítja a falut és vidékét.

## Nevezetességei

### Természeti értékei
A fülöpházi buckavidék déli folytatásában találjuk az Orgoványi-rétek nevű nemzeti parki területet. Ez a változatos felépítésű térség a homokbuckák mellett nádasokat, nedves réteket, szikes gyepeket is magába foglal. Ezek a buckák már nem vándorolnak, mint a Fülöpháza melletti rokonaik, megkötötte őket a gyep, amelynek növényzeti összetétele átmenetet képez a fülöpházi és a bugaci gyepek között, ezért érdekes megfigyelésekre ad alkalmat. Jellegzetes növényei a homoki pimpó, a veronikafélék, a boróka, legféltettebb kincse a ritka csikófark. Madárvilága is hasonló a fülöpházi homokbuckákéhoz. A keleti oldalon a nedves láprétek állapotát az időszakos vízállások határozzák meg. A kiszáradó, majd ismét víz alá kerülő terület élővilága alkalmazkodott a körülményekhez, és olyan ritkaságok jellemzik, mint a lápi póc és az iszapban is túlélő réti csík. Legjellemzőbb madarai a bíbic, a piroslábú cankó, és gémek is szép számmal költenek a nádasokba. A terület ritkasága a bennszülött Metelka-lepke (Rhyparioides metelkana).
A tolvajosi résznek Európában is egyedülálló növényvilága van. Közép-ázsiai cserjék, sivatagi füvek, naprózsa a világ legkisebb cserjéje, tollszegfű, zörgőfű, szöszkelakkakál, aranyvessző, sikkantyuminó valamennyi közép-ázsiai sivatagi növény. Az elszikesedett területek növényvilága csak tavasszal zöld, nyáron fakó, szürkén tengődik, ősszel pedig megvörösödik. Az alföldi puszta homokbuckás-árvalányhajas szépsége egyszerűségében rejlik.

### Petőfi kapcsolata Orgovánnyal
Petőfi Sándor a néphit szerint nem Szabadszálláson, de még csak nem is Kiskunfélegyházán, hanem az orgoványi csárdában (!) született. Egy öreg félegyházi fuvaros elbeszélte, hogy 1822 decemberének végén Petrovicsot feleségével együtt Kiskőrösre vitte. Az éjszakai hóviharban eltévedtek, mígnem világosságot vettek észre, ami a pusztai csárdából szűrődött ki. Betértek a meleg helyiségbe, ahol pásztorkodó népek múlatták együtt az időt, az óévet búcsúztatták. Petrovicsné a konyhán túli első szobában tért pihenőre, csakhogy szülési fájdalmak törtek rá, s világra hozta a kis Sándort. Amikor a vendégek megtudták a hírt, mint a három királyok, úgy mentek újszülött nézőbe. Petőfi felnőtt fejjel ismét megfordult a csárdában. A legendák szerint Kecskemét felől gyalogolván 1844 egyik forró nyári napján tért be az orgoványi csárdába egy kis pihenőre. Amikor a diákos külsejű legényről, kiderült, hogy ő a neves poéta, heccelni kezdték a csikósok, ugyan írjon már róluk egy verset. S néhány perc alatt elkészült a Pusztán születtem, a pusztán lakom… kezdetű költemény. Felbuzdultak a juhászok is, s Petőfi őket sem hagyta ki a sorból, hamarjában papírra vetette, a Megy a juhász szamáron című opust. Egyes helytörténeti kutatók igaznak tartják ezt a históriát, mivel a két vers egymás után szerepel a Petőfi kötetben 1844. júliusi dátummal, Kunszentmiklós helymegjelöléssel. Ez mind igaz, miként az is, hogy Orgovány akkoriban Kunszentmiklós pusztája volt, de ezek nem túl meggyőző érvek a szájhagyomány igazolásához.
A helybeli állítás szerint Petőfi Alföld című költeményét is az orgoványi táj ihlette meg. Ami viszont határozott tény: az egykori csárda falán (ma a helyi általános iskolához tartozó épület) emléktábla hirdeti, hogy ott született a költő. Az iskolások minden évben koszorút tűznek ki a falra.

### Művelődési ház
Az 1969-ben, helyiek segítségével is épült, látszólag építészeti értéket nem hordozó művelődési ház 2012 óta műemlék, bekerült a 111 év, 111 híres ház listájába is.

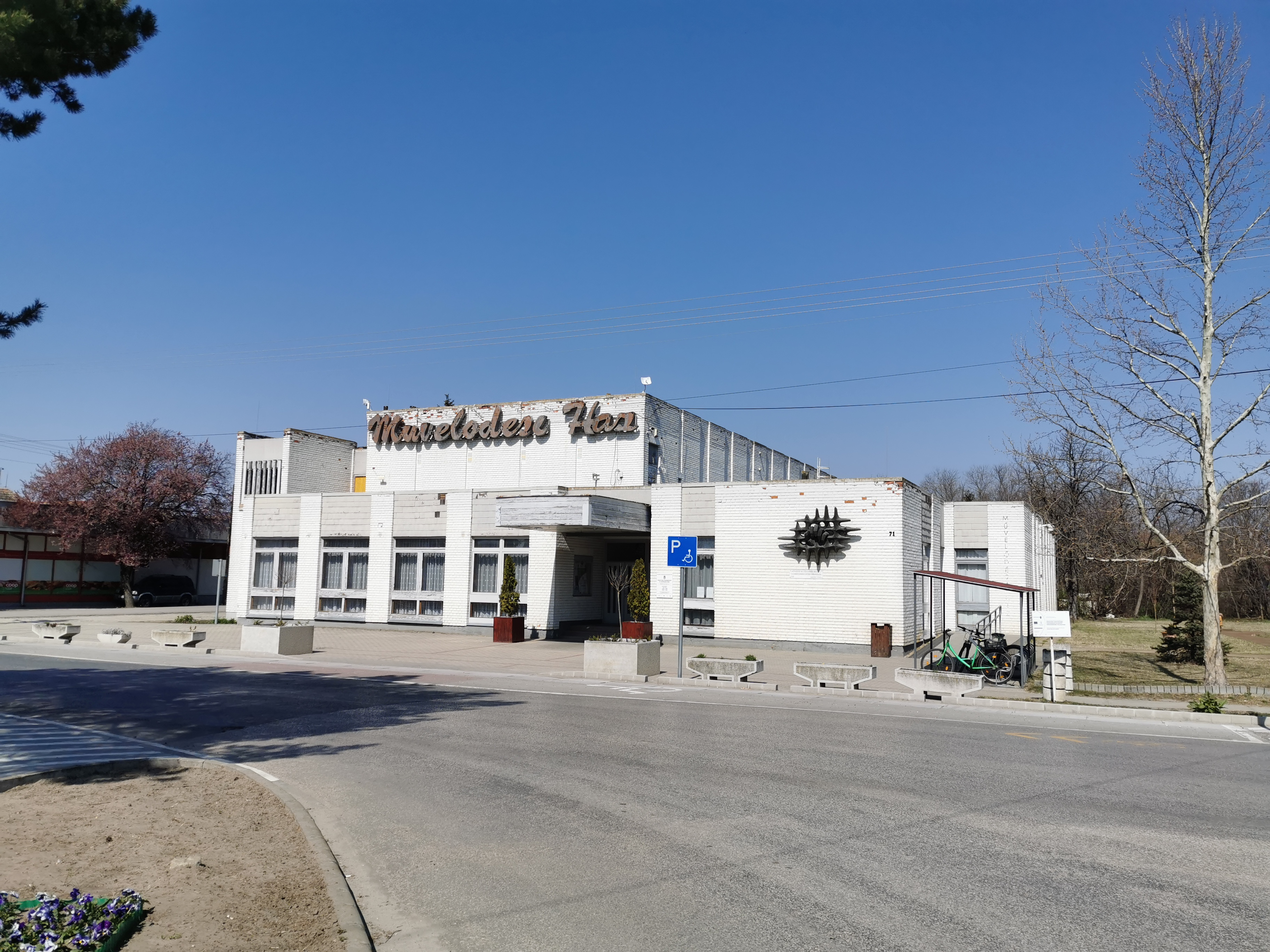
A művelődési ház

### Kecskeméti kisvasút
A települést a Duna-Tisza-köze egykor kiterjedt kisvasúti vonalhálózatából a Kecskemét–Kiskőrös-vasútvonal érintette, ahol saját vasútállomása is volt. 2009 óta azonban a személyforgalom szünetel a vonalon, csak időközönkénti vonalbejárások történnek.

## Neves személyek
Domonkos Ottó (Orgovány, 1928. augusztus 17. – Sopron, 2022. január 28. ) magyar történész, néprajzkutató, muzeológus, a Soproni Múzeum volt igazgatója.

## Foglalkozások
A településre jellemző foglalkozások a teljesség igénye nélkül: szőlőgazdálkodók, spárgatermesztők, bodzagyűjtők, gyümölcstermelők.